# Giải thưởng Kim Jong-il
Giải thưởng Kim Jong-il là một huân chương của Bắc Triều Tiên được đặt tên theo tên của Kim Jong-il, cựu lãnh đạo của Bắc Triều Tiên.
Giải thưởng Kim Jong-Il là giải thưởng quốc gia quan trọng nhất (cùng với Giải thưởng Kim Il-Sung) của CHDCND Triều Tiên. Nó được thành lập vào ngày 3 tháng 2 năm 2012 nhân dịp kỷ niệm 70 năm nhà lãnh đạo Triều Tiên. Nó được trao cho các quan chức nhà nước cũng như cho các cá nhân khác có đóng góp đáng kể cho sự phát triển của văn hóa, nghệ thuật, khoa học, giáo dục, thể thao hoặc y tế.

## Người nhận
- Bách khoa toàn thư Kwangmyong, ngày 16 tháng 2 năm 2013[1]